# Floron
Floron (acroniem van Floristisch Onderzoek Nederland) is een stichting die floristisch onderzoek in Nederland coördineert. Het is een soortenorganisatie of Particuliere Gegevensbeherende Organisatie.

## Geschiedenis
Floron is opgericht in 1988 en bestaat uit zowel amateurs als professionele floristen, veldbiologen die de verspreiding van wilde planten in kaart brengen. Het Landelijk Bureau van Floron was bij de oprichting gelieerd aan het Rijksherbarium en de opvolger daarvan, Naturalis Biodiversity Center te Leiden, maar is sinds 2010 in Nijmegen gehuisvest. Naturalis en Floron geven gezamenlijk het tijdschrift Gorteria uit.
Reeds ver voor de oprichting van Floron werd er in Nederland floristisch werk verricht, onder meer door het IVON (Instituut voor Vegetatieonderzoek Nederland) en de NBV (Nederlandse Botanische Vereniging).
Naast het landelijk bureau zijn er districten. Nederland is in 23 Floron-districten verdeeld, waarin een districtscoördinator de activiteiten coördineert en de gegevens, die vergaard zijn door de floristen in dit district (meestal vrijwilligers) systematiseert en doorgeeft aan de centrale databank, die onderdeel is van de Nationale Databank Flora en Fauna (NDFF). Hierin zijn de historische databanken Florivon (1902–1950) en Florbase (1950–2007) opgenomen.
Belangrijke activiteiten zijn: het beschikbaar maken van actuele gegevens over groeiplaatsen van wilde planten in de vorm van verspreidingsatlassen en dataproducten. De meeste gegevens worden verzameld in meetnetten die onderdeel uitmaken van het Netwerk Ecologische Monitoring. Overheidsorganisaties, zoals de Nederlandse Voedsel- en Warenautoriteit, die de verbreiding van schadelijke exotische plantensoorten bijhoudt. Ook de Nederlandse Rode Lijst van zeldzame en bedreigde plantensoorten wordt met behulp van deze gegevens samengesteld. Voorts worden de gegevens van Floron gebruikt bij de actualisatie van Heukels' Flora van Nederland.

## Methodiek
Bij Floron beperkt het floristisch onderzoek zich tot het onderzoek naar de verspreiding van varens en zaadplanten. Mossen, algen, schimmels en andere vallen daar niet onder. Deze worden onderzocht door eigen gespecialiseerde organisaties, zoals de Bryologische en Lichenologische Werkgroep, die mossen en korstmossen inventariseert. Onderzoek wordt verricht naar wilde en verwilderde planten, dus niet naar inzaai en aanplant.
De plantensoorten worden op een gestandaardiseerde wijze geïnventariseerd. Behalve de naam, wordt ook het tijdstip en de plaats van waarneming van een plantensoort vastgelegd. Dit gebeurt vroeger met streeplijsten en tegenwoordig vooral met een smartphone app. De meeste gegevens worden verzameld door een halve tot een hele dag  zoveel mogelijk plantensoorten te vinden in een kilometerhok, een door Amersfoortcoördinaten begrensde vierkante kilometer. Als de soort ten minste eenmaal voorkomt in een dergelijk hok, wordt het genoteerd. Bij bijzondere soorten wordt ook het aantal exemplaren genoteerd.
In publicaties worden de gegevens vaak getoond als uurhokken, vijf bij vijf kilometer, om het verspreidingsbeeld overzichtelijk weer te geven.
Voor karteringen heeft Floron de Floron-schaal gecreëerd, die thans de standaardschaal is geworden bij soortkarteringen van planten in Nederland.